# Seznam řek v Číně
Seznam řek v Číně (čínsky řeka 河流). Tabulka obsahuje řeky, které mají na území Čínské lidové republiky délku 1000 km a více a také některé kratší.

## Tabulka řek
| Poř. | Řeka          | čínsky   | Délka (km) | Povodí (km²) | Ústí do            | Ústí kde                     | Geodata (OSM) |
| ---- | ------------- | -------- | ---------- | ------------ | ------------------ | ---------------------------- | ------------- |
| 1.   | Jang-c’-ťiang | 长江     | 6300       | 1 800 000    | Východočínské moře | Šanghaj (Čína)               | OSM, WMF      |
| 2.   | Žlutá řeka    | 黄河     | 5464       | 745 000      | Žluté moře         | Tung-jing (Čína)             | OSM, WMF      |
| 3.   | Perlová řeka  | 西江     | 2200       | 407 900      | Jihočínské moře    | Kanton (Čína)                | OSM, WMF      |
| 4.   | Mekong        | 湄公河   | 2139       | 164 800      | Jihočínské moře    | Trà Vinh (Vietnam)           | OSM, WMF      |
| 5.   | Tarim         | 塔里木河 | 2030       | 1 000 300    | Lobnor             | Žuo-čchiang (Čína)           | OSM, WMF      |
| 6.   | Sungari       | 松花江   | 1927       | 524 000      | Amur               | Dong-ťiang (Čína)            | OSM, WMF      |
| 7.   | Amur          | 黑龙江   | 1900       | 889 100      | Ochotské moře      | Nikolajevsk na Amuru (Rusko) | OSM, WMF      |
| 8.   | Ja-lung-ťiang | 雅砻江   | 1637       | 128 444      | Jang-c’-ťiang      | Pchan-č’-chua (Čína)         | OSM, WMF      |
| 9.   | Chan-ťiang    | 汉水     | 1532       | 175 000      | Jang-c’-ťiang      | Wu-chan (Čína)               | OSM, WMF      |
| 10.  | Nen-ťiang     | 嫩江     | 1370       | 283 000      | Sungari            | Ta-an (Čína)                 | OSM, WMF      |